# Alces carnutorum
Espèce
Alces carnutorum est une espèce d'élan européenne éteinte du Pléistocène.
Cette espèce a été définie à partir des fragments datant du Pléistocène inférieur découverts sur le site de Saint-Prest, près de Chartres et décrite par Laugel en 1862. Elle a été retrouvée dans quelques autres sites européens.

## Description
Cette espèce fait partie des grands élans avec une taille comprise entre celles de Alces gallicus et de Alces giganteus du Pléistocène moyen et supérieur.